# Paulo Hartung

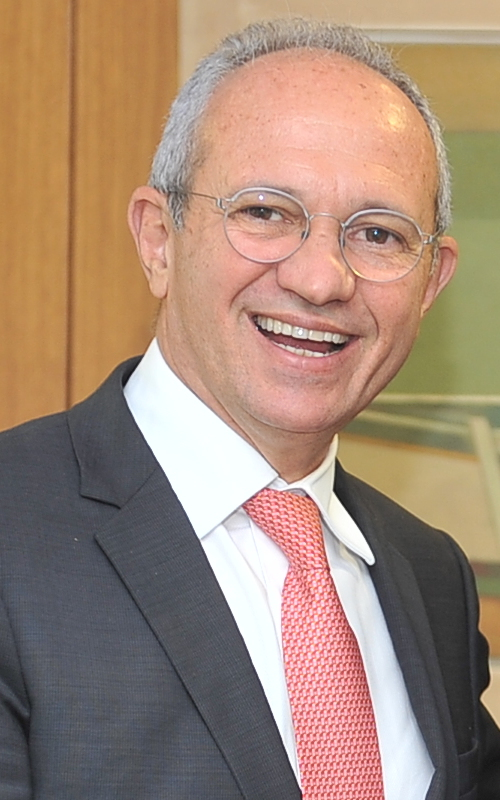
Paulo Hartung.

Paulo Hartung (Guaçuí, Espírito Santo; 21 de abril de 1957) es un político brasileño, Fue gobernador del estado de Espirito Santo entre 2003 y 2011, y nuevamente entre 2015 y 2019. Pertenece al PMDB desde 2006.
Ha sido diputado federal de 1991 a 1994, alcalde de Vitória de 1993 a 1996, embajador y senador. En el año 2002 se presentó a gobernador en su estado, consiguiendo la victoria en la primera vuelta con el 54% de los votos válidos. Tras cuatro años de gestión, es reelegido en las elecciones del 2006 con el 77,27% de los votos, a más de cincuenta puntos de su rival Sérgio Vidigal. Fue el gobernador electo con mayor número de votos. No se presentó a las elecciones de 2010 en las que venció José Renato Casagrande con el 82,30% de los votos, a quien conseguiría vencer en 2014, con el 53% de los votos, y que casualmente, sería su sucesor en el gobierno a partir de 2019.